# Стоней (лунный кратер)
Кратер Стоней (лат. Stoney), не путать с кратером Стоней на Марсе, — крупный ударный кратер в южном полушарии обратной стороны Луны. Название присвоено в честь британского ирландского физика и математика Джорджа Стони (1826—1911) и утверждено Международным астрономическим союзом в 1970 г. 

## Описание кратера

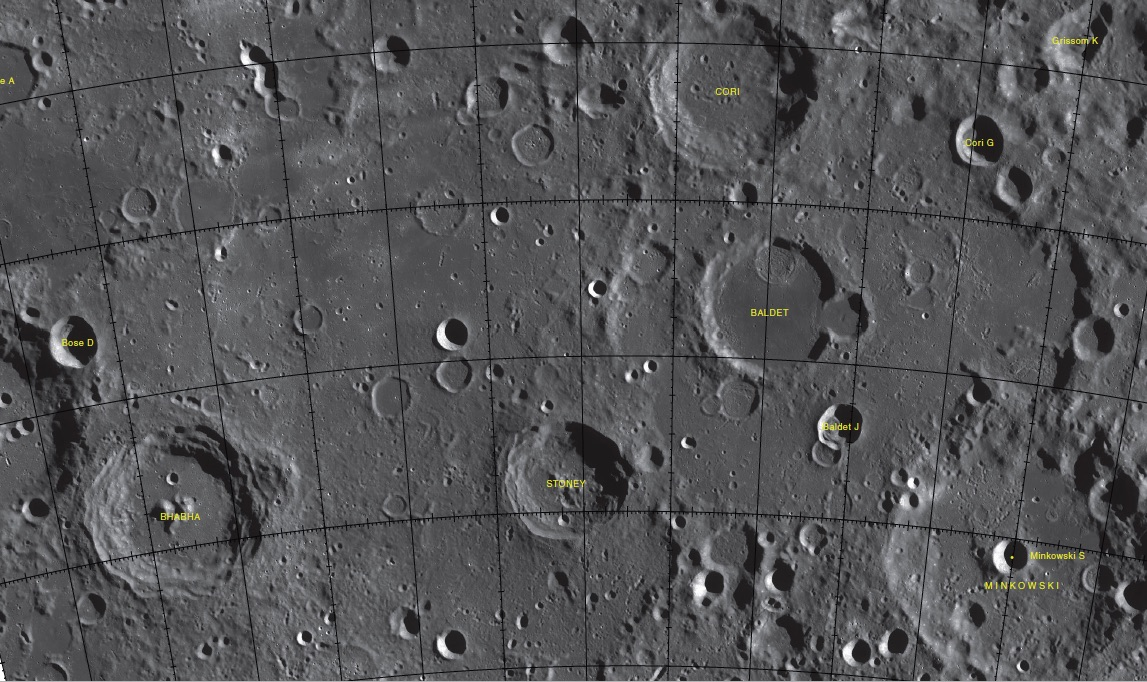
Окрестности кратера Стоней. Фрагмент карты LAC-133.

Ближайшими соседями кратера являются кратер Баба на западе; кратер Бальде на северо-востоке; кратер Минковский на востоке; кратер Леметр на юге-юго-востоке и кратер Беллинсгаузен на юго-западе. Селенографические координаты центра кратера 55°35′ ю. ш. 156°23′ з. д. / 55,58° ю. ш. 156,38° з. д., диаметр 47,5 км, глубина 2,3 км.
Кратер Стоней циркулярной формы с небольшими выступами в восточной и северо-западной части и практически не разрушен. Вал с четко очерченной кромкой, в северо-западной и юго-восточной части имеет седловатые понижения. Восточная оконечность вала перекрыта короткой цепочкой мелких кратеров. Внутренний склон вала террасовидной структуры, у его подножия находятся осыпи пород. Высота вала над окружающей местностью достигает 1080 м, объём кратера составляет приблизительно 1600 км³. Дно чаши пересеченное, за исключением ровных областей в западной и северо-восточной части, у подножия южной и северо-восточной части внутреннего склона расположены приметные маленькие чашеобразные кратеры. Небольшой центральный пик смещен к западу от центра чаши, южнее центра чаши расположено несколько пиков.

## Сателлитные кратеры
Отсутствуют.